# Werchiwci (obwód lwowski)
Werchiwci (ukr. Верхівці; hist. Rajtarowice) – wieś na Ukrainie, w rejonie samborskim obwodu lwowskiego. W 2001 roku liczyła 1047 mieszkańców.
 
Dawniej (do 1794) miasteczko. W II Rzeczypospolitej do 1934 samodzielna gmina jednostkowa. Następnie należała do zbiorowej wiejskiej gminy Bylice w powiecie samborskim w woj. lwowskim. Gminę Bylice zniesiono 1 kwietnia 1937 roku a z jej obszaru utworzono nową gminę Rajtarowice, której to Rajtarowice stały się siedzibą.
Po wojnie wieś weszła w struktury administracyjne Związku Radzieckiego.